# Řepín
Pour l’article ayant un titre homophone, voir Ilia Répine.
Řepín (en allemand : Rippein) est une commune du district de Mělník, dans la région de Bohême-Centrale, en République tchèque. Sa population s'élevait à 692 habitants en 2020.

## Géographie
Řepín se trouve à 11 km à l'est de Mělník et à 36 km au nord-nord-est de Prague.
La commune est limitée par Nebužely au nord, par Chorušice au nord-est et à l'est, par Mělnické Vtelno au sud, par Hostín au sud-ouest et par Střemy à l'ouest.

## Histoire
La première mention écrite de la localité date de 1207.

## Administration
La commune se compose de deux quartiers :
- Řepín
- Živonín